# Ново-Тихвинский монастырь
Александро-Невский Ново-Тихвинский монастырь — женский православный монастырь в Екатеринбурге, один из крупнейших в России. Главный храм — собор Александра Невского — представляет собой памятник архитектуры позднего классицизма. Монастырь ведёт свою историю с конца XVIII века, когда начала существовать богадельня при кладбищенской Успенской церкви. В 1809 году служившая в богадельне женская община была преобразована в общежительный женский монастырь. В 1922 году монастырь был закрыт советской властью, в 1994 году возрождён. Монастырь имеет два подворья — в Екатеринбурге и в селе Меркушино.

## История

### До революции

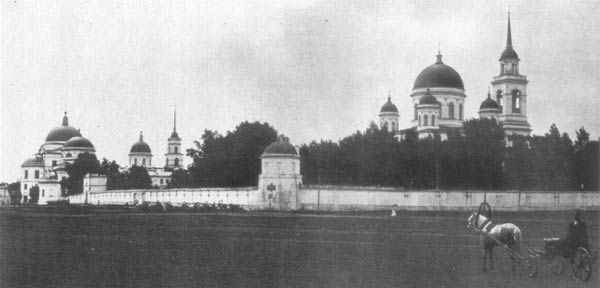
Ново-Тихвинский монастырь в конце XIX века

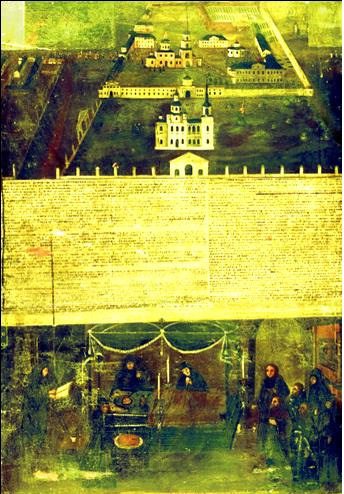
Икона-эпитафия «Прощание сестёр обители с игуменией Таисией и вид Ново-Тихвинского женского монастыря» (сверху — вид монастыря в начале XIX века, в центре — жизнеописание Таисии и перечень императорских даров ей, снизу — прощание сестёр с игуменией)

Во второй половине XVIII века вблизи Екатеринбурга появилось новое кладбище. На нём не было церкви, пока купец первой гильдии Иван Хлепетин, жена которого была там похоронена, не решил в 1782 году воздвигнуть кладбищенскую деревянную церковь Успения Пресвятой Богородицы. Церковь была заложена по благословению архиепископа Тобольского и Сибирского Варлаама 26 мая 1778 года и освящена 31 мая 1782 года. Хлепетин же построил и деревянный дом для причта. Однако постоянный причт назначен к церкви не был, и дом пустовал.
Вскоре в этом здании был устроен «общежительный призирательный дом» — богадельня для неимущих вдов и девушек-сирот из Екатеринбурга и окрестных селений. Точная дата появления богадельни неизвестна. Первые годы община не имела определённого статуса. В конце 1798 года городская дума Екатеринбурга постановила выдавать ей (по прошению «сиротствующих» вдов и девиц) пособие в размере 4 рублей в месяц. Кроме того, поселившиеся в богадельне женщины содержали себя на средства, которые подавали им за чтение Псалтири по усопшим и за призрение больных в Екатеринбурге и окрестных селениях. В 1796 году к насельницам богадельни присоединилась Татьяна Митрофанова (в девичестве Костромина), которая встала во главе общины. Будучи замужем, она решила оставить мирскую жизнь, поскольку её супруг, уйдя на военную службу, 14 лет не подавал о себе никаких вестей. Община формально не была монашеской, хотя её члены вели практически монашескую жизнь. Тем не менее, в 1801 году у богадельщиц были персональные сундуки для личных вещей и свои деньги. Часть денег принадлежала всей богадельне.
Указом архиепископа Тобольского Варлаама от 17 января 1799 года женщинам было официально дозволено жить при церкви. Этим решением богадельня получила статус. Указ Варлаама предписывал Екатеринбургскому духовному правлению следить, чтобы в доме при церкви позволялось жить лишь «немалолетним вдовам и девицам, и сверх того не чуждающимся церкви святой».
Численность общины в конце XVIII века точно неизвестна. Однако в 1799 году Екатеринбургское градское общество установило ей содержание в размере 10 рублей в месяц из расчёта на 15 богадельщиц. Вероятно, столько человек жили в богадельне в этот период. В ночь с 29 на 30 декабря 1801 года дом, где располагалась богадельня, был ограблен, а насельницы избиты. Из материалов возбуждённого по этому факту дела следует, что богадельня располагалась в обнесённом оградой доме с двумя печами и несколькими комнатами (в том числе молельной). При доме было хозяйство — несколько коров и чуланы.
Неграмотная Татьяна Костромина вместе с более образованной Агафьей Котугиной отправились в Санкт-Петербург хлопотать, чтобы общине разрешили создать женский заштатный (то есть не получающий государственного финансирования) монастырь. В Петербурге сестры поселились в доме адмирала Фёдора Ушакова, который за несколько лет смог добиться согласия церковных и светских властей на создание монастыря, так и нашёл жертвователей (требовалось при открытии монастыря построить для него отдельную церковь). Пока шли хлопоты, Татьяне Костроминой игумен Тихвинского мужского монастыря Герасим (Князев) подарил список с Тихвинской иконы Божией Матери. Численность сестёр (согласно списку, поданному начальником Екатеринбургских заводов в Пермскую духовную консисторию 14 ноября 1808 года) составляла 33 человека (из них 25 из Екатеринбурга и Екатеринбургского уезда).

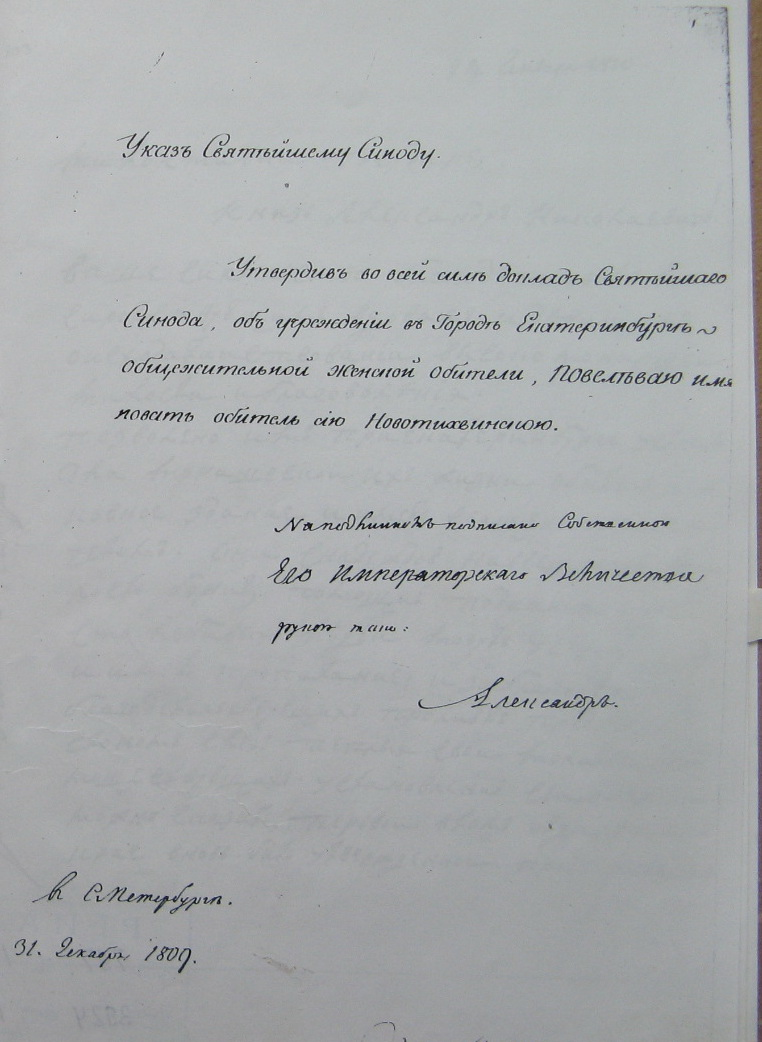
Указ Александра I от 31 декабря 1809 года о создании монастыря

31 декабря 1809 года по указу Александра I в Екатеринбурге был учреждён монастырь 3-го класса. Татьяна Митрофанова-Костромина была пострижена в монашество 7 августа 1810 года (получила имя Таисия) и определена настоятельницей монастыря по указу Святейшего синода от 20 сентября 1810 года. Изначально численность монашествующих с игуменьей была определена в 17 человек. Численность насельниц быстро росла — в 1819 году их было уже 135. Устав монастыря был утверждён в 1822 году, по нему учреждению присваивался 1-й класс, причём обитель получила привилегию — настоятельницу сёстры могли избирать из своей среды.
На плане 1819 года видно, что на прямоугольном участке располагались пять разрозненных келейных корпусов, хозяйственные постройки, а также две церкви. Территория монастыря делилась на три участка: южный (хозяйственные дворы и огород), центральный (жилые здания и церкви) и северный (кладбище). В 1832 году был утверждён новый план монастыря, который не сохранился.

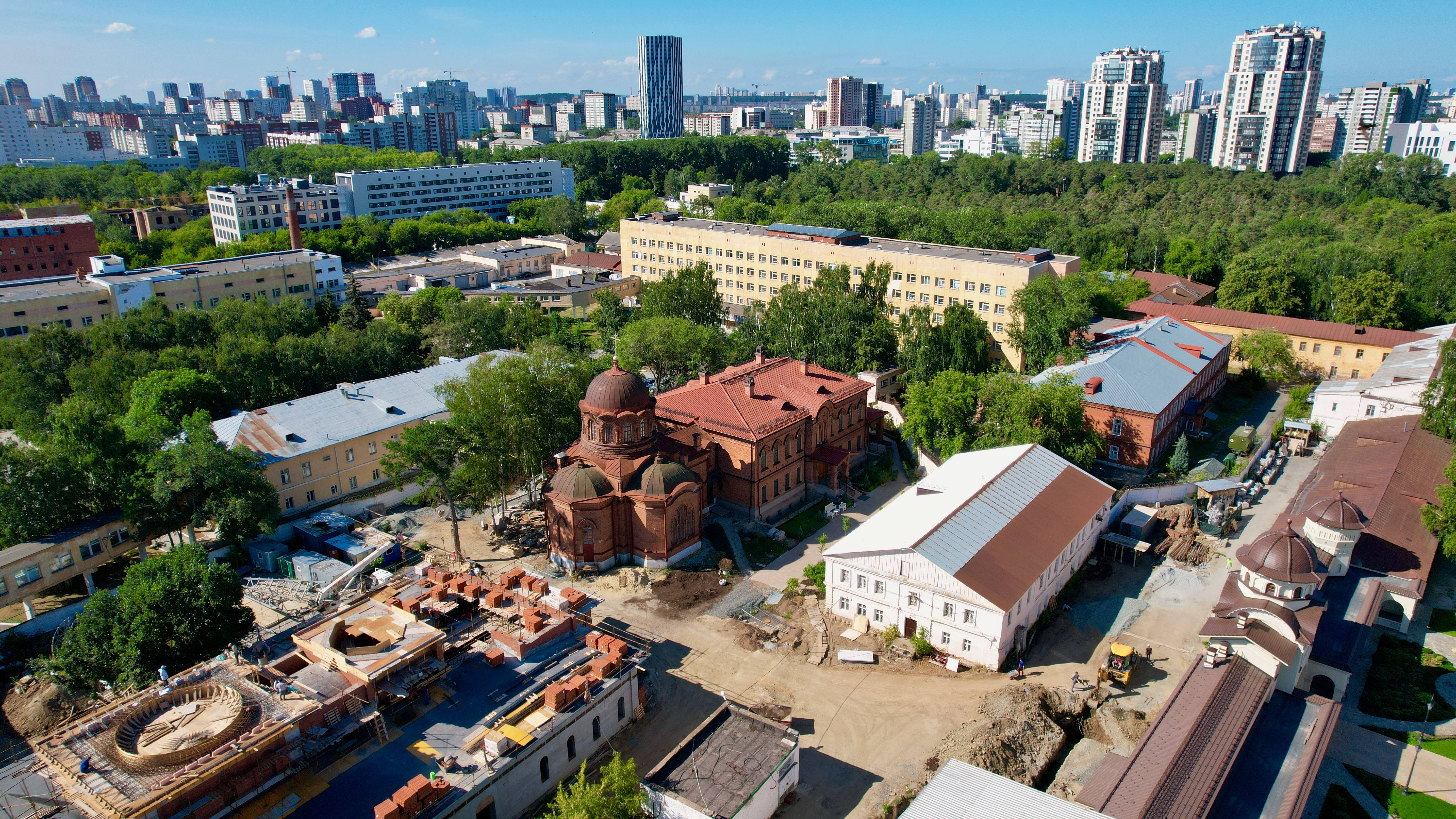
Церковь во имя Всех святых

5 сентября 1823 года была освящена церковь во имя Всех святых. После смерти Таисии во главе монастыря с 1827 по 1858 годы стояла игумения Александра. При ней появились иконописная и трафаретная мастерские, Елизаветинская и Малобулзинские заимки, в 1832 году освящён храм при больнице.
Развивающийся монастырь частично застроил Успенское кладбище, одновременно стали оформляться и новые участки: один ― за монастырской крепостной стеной, другой — в его северо-западной части и у новостроящейся церкви (1814—1832), а затем и у собора Святого Благоверного князя Александра Невского (с 1838 по 1852 год). Внешнее это пространство осталось общегородским кладбищем (Зелёная роща), а внутреннее, по сути, стало элитным некрополем.
Начиная с середины XIX века Ново-Тихвинский монастырь принадлежал к числу крупнейших на Урале, принимал многочисленных паломников, приходивших поклониться Тихвинской иконе Богородицы. В этот период быстро росло число насельниц: 381 в 1866 году, 510 — в 1881-м, 605 — в 1890-м.
Монастырь посещали члены царской фамилии, император Александр I (1824), великий князь Александр Николаевич — будущий император Александр II (1837). 22 июня 1905 года в монастыре отслужил литургию Иоанн Кронштадтский.
С конца XIX века в посёлке Елизавет действовала сельскохозяйственная заимка монастыря (сейчас на её месте находится отдельное подворье, при котором расположена Православная гимназия во имя Святых царственных страстотерпцев и храм Всемилостивого Спаса).
В 1838 году при монастыре было открыто трёхклассное женское училище, которое первые десять лет полностью содержалось за счёт обители. В 1866 году при монастыре был учреждён приют для девочек-сирот «духовного звания», которые по достижении 10-летнего возраста отдавались в училище. В 1880 году указ Синода разрешил преобразовать училище в 6-классное Зауральское епархиальное женское училище, которое стало первым учреждением такого рода в Пермской губернии.
В начале XX века в обители проживало около тысячи насельниц. На территории монастыря было шесть храмов, корпуса келий и мастерских (всего — 18, в том числе золотошвейной, иконописной, шелкошвейной, фотографической, прядильной, финифтяной, белошвейной), больница, детский приют, библиотека, хлебопекарня. Главный монастырский корпус (завершён в 60-е годы XIX века) состоял из трёх домовых церквей, соединённых двумя келейными корпусами. Монастырь был огорожен крепостной стеной и занимал около 58 га — больше 1⁄10 территории Екатеринбурга.
За помощь раненым и больным в Русско-японскую войну игумения Магдалина (Досманова) была награждена серебряной медалью Русского Красного креста.
Во время Первой мировой войны на средства Романовского комитета в монастыре был создан приют для детей воинов Русской армии.
По данным переписи домовладельцев Екатеринбурга 1913 года, в монастыре были зарегистрированы 974 жителя (включая 90 человек вспомогательного персонала).

### В советское время
В 1918 году находившаяся под арестом в Екатеринбурге великая княгиня Елизавета Фёдоровна просила власти разрешить ей жить в Ново-Тихвинском монастыре, но в этом ей было отказано и впоследствии она была убита в ночь на 5 (18) июля в Алапаевске (впоследствии причислена к лику святых). Во время пребывания Николая II и его семьи в Ипатьевском доме Екатеринбурга насельницы обители носили им пищу. Ранее, с 1 марта 1918 года Романовых перевели распоряжением Народного комиссариата имуществ на солдатский паёк, с одновременным ограничением в расходовании личных средств на дополнительное питание и прислугу. В продуктах, передаваемых сёстрами Ново-Тихвинского монастыря, содержались также записки, адресованные Романовым с обещаниями их скорого освобождения.
В 1922 году монастырь был закрыт, документы и книги обители публично сожжены. Уже в конце 1921 года под общежитие создаваемого Уральского горного института было передано здание монастыря.

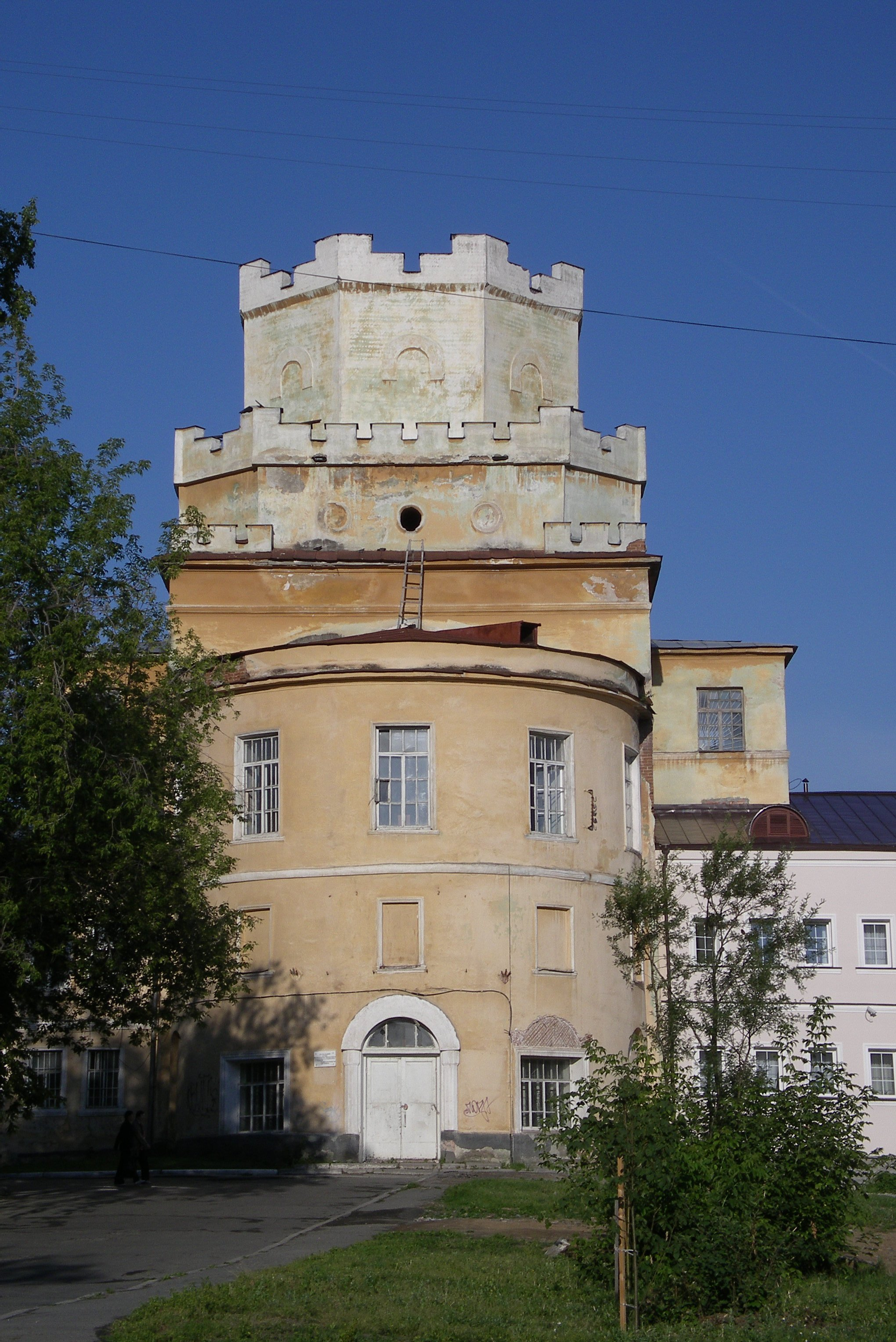
Монастырская церковь Введения во храм Пресвятой Богородицы переделанная в Дом Красной армии (вместо купола сделаны зубцы)

В стенах монастыря разместились различные учреждения. В советское время здания монастыря были перестроены. Было полностью ликвидировано монастырское кладбище — к 1929 году срыты холмики могил, а в 1948—1950 годах были уничтожены последние надземные памятники и их фундаменты. Военные учебные учреждения, расположившиеся в помещениях монастыря, в земле кладбища выкопали ряд мусорных котлованов, зарыли в неё две цистерны для горюче-смазочных материалов. Каменные памятники частично пошли на фундаменты и дороги, а железные и чугунные детали сдали в металлолом.
Некоторые насельницы пострадали от советской власти — известно, что четыре сестры были приговорены к расстрелу, три — умерли в лагерях. Около двухсот насельниц монастыря после его закрытия остались в Екатеринбурге, проживая группами по 3—5 человек. Многие другие проживали в окрестных городах и посёлках. В частном доме в Свердловске была община бывших насельниц обители (18 сестёр жили постоянно, кроме того некоторые приезжали на время) во главе с игуменией Магдалиной (Досмановой). В 1930 году в общину пришла Галина Засыпкина, которая через два года была облачена в рясофор игуменией Магдалиной. Засыпкина избежала арестов, хотя не скрывала, что является верующей и носила арестованным духовным лицам передачи. После Великой Отечественной войны Галина Засыпкина приняла в Красногорском монастыре (Украинская ССР) постриг с именем сестры Николаи. В 1970-е годы она жила в Свердловске, где вокруг неё образовалась небольшая община монашествующих и мирян.

### Возрождение монашеской жизни

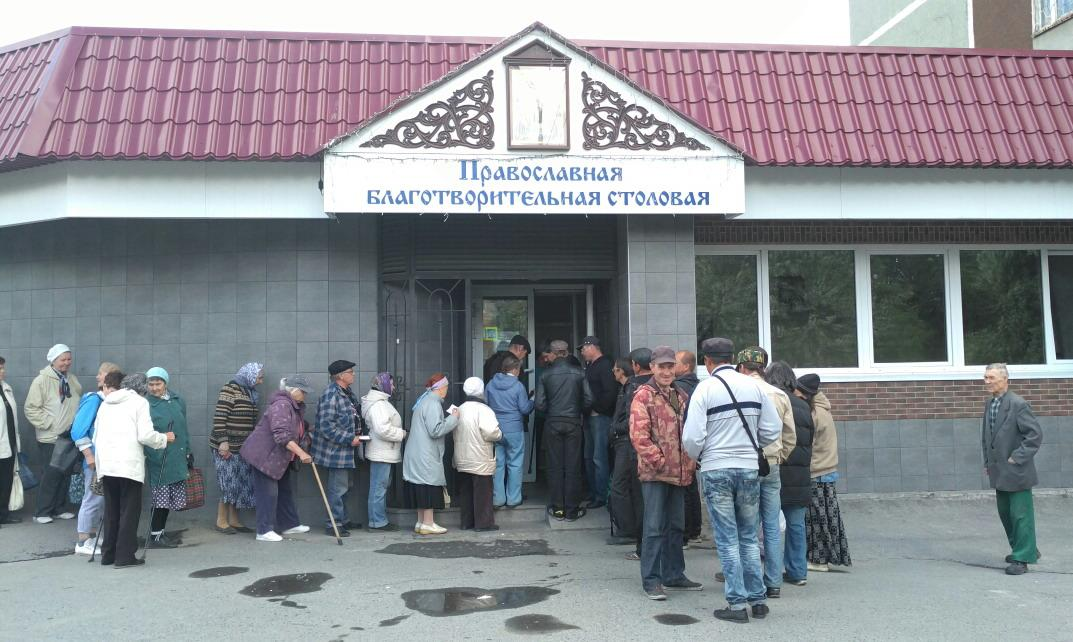
Благотворительная столовая, очередь ожидающих нового захода на обед снаружи

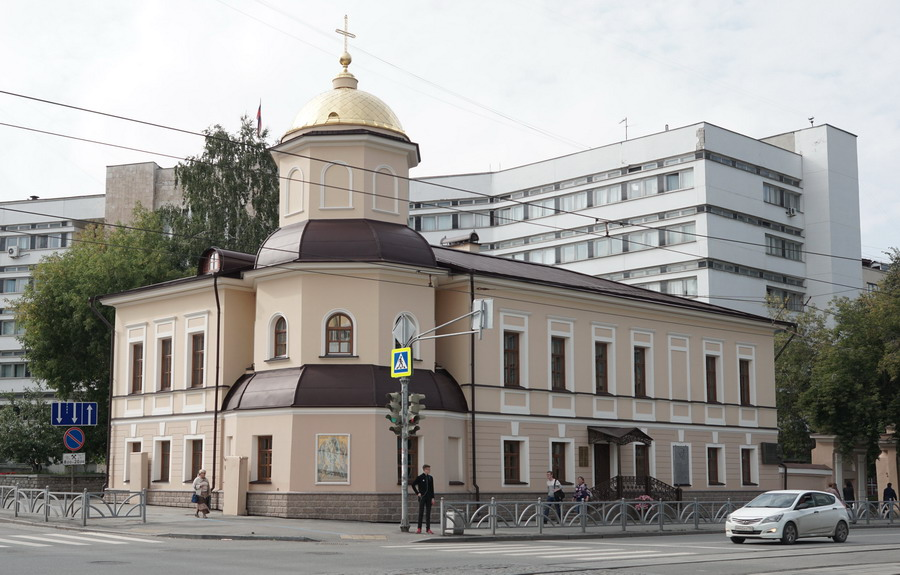
Преображенская часовня при монастыре

В 1994 году Священный Синод специальным указом возродил Ново-Тихвинский женский монастырь. В обитель был вновь доставлен список Тихвинской иконы Божией Матери, до революции находившейся в одном из монастырских храмов. В постсоветский период проблемой монастыря стало возвращение занимаемых им в прошлом зданий. К моменту возрождения монастыря в его дореволюционных зданиях размещались самые разные учреждения — музей, горный институт, госпиталь. Купола храмов были давно сняты, многие здания находились в ветхом состоянии, их внутренняя планировка была изменена. Возврат зданий монастырю по состоянию на 2017 год не завершён.
Патриарх Кирилл освятил восстановленный Александро-Невский монастырский собор 19 мая 2013 года (день рождения последнего российского императора Николая II, день памяти Иова Многострадального и день Жён-мироносиц). Тогда же он благословил переименовать обитель из Ново-Тихвинской в Александро-Невскую Ново-Тихвинскую.

## Разборка памятников архитектуры
При обустройстве монастыря в начале XXI века здания и сооружения требовали реставрации и подверглись переделке, а также частичному разбору, который в Екатеринбургской епархии объяснили необходимостью реставрации. В апреле 2015 года были разобраны монастырские ворота, сооружённые в начале XIX века, — их заменили на железные. В Министерстве по управлению государственным имуществом Свердловской области пояснили, что о демонтаже было заранее подано уведомление, которое одобрили, так как ворота находились в аварийном состоянии. Настоятель екатеринбургского храма Большой Златоуст сообщил, что ворота не являлись памятником архитектуры и не находились под охраной государства.
В 2011 году в собственность монастыря было передано старейшее на территории здание Успенской церкви XVIII века, до того находившееся в пользовании военного госпиталя. В ночь с 18 на 19 февраля 2017 года произошло обрушение двух стен церкви — восточной и северной. После этого была создана комиссия в составе представителей монастыря и двух организаций, которая в акте зафиксировала, что состояние здания угрожает жизни и здоровью людей. После этого было принято решение о срочных мерах безопасности, которые включали в себя разбор завалов и аварийных участков здания церкви.
В апреле 2017 года средства массовой информации сообщили, что Успенскую церковь снесли. В Екатеринбургской митрополии пояснили, что фактически на момент передачи храма Ново-Тихвинскому монастырю от старейшего храма города «почти ничего не осталось»: купола и колокольня были снесены, часть стен надстроена в советский период. После демонтажа советской надстройки от здания церкви осталась лишь «прогнившая коробка», которую посчитали нужным разобрать, поскольку на её основе невозможно было построить новое здание. Екатеринбургский архитектор Виктор Симиненко пообещал в апреле 2017 года, что Успенская церковь будет восстановлена в соответствии с её дореволюционным обликом. Историко-культурная экспертиза установила, что разбор здания был произведён в рамках работ по реконструкции и был необходим для его сохранения. Экспертиза подтвердила, что к моменту начала реконструкции здание Успенской церкви находилось в аварийном состоянии.

## Современная деятельность монастыря

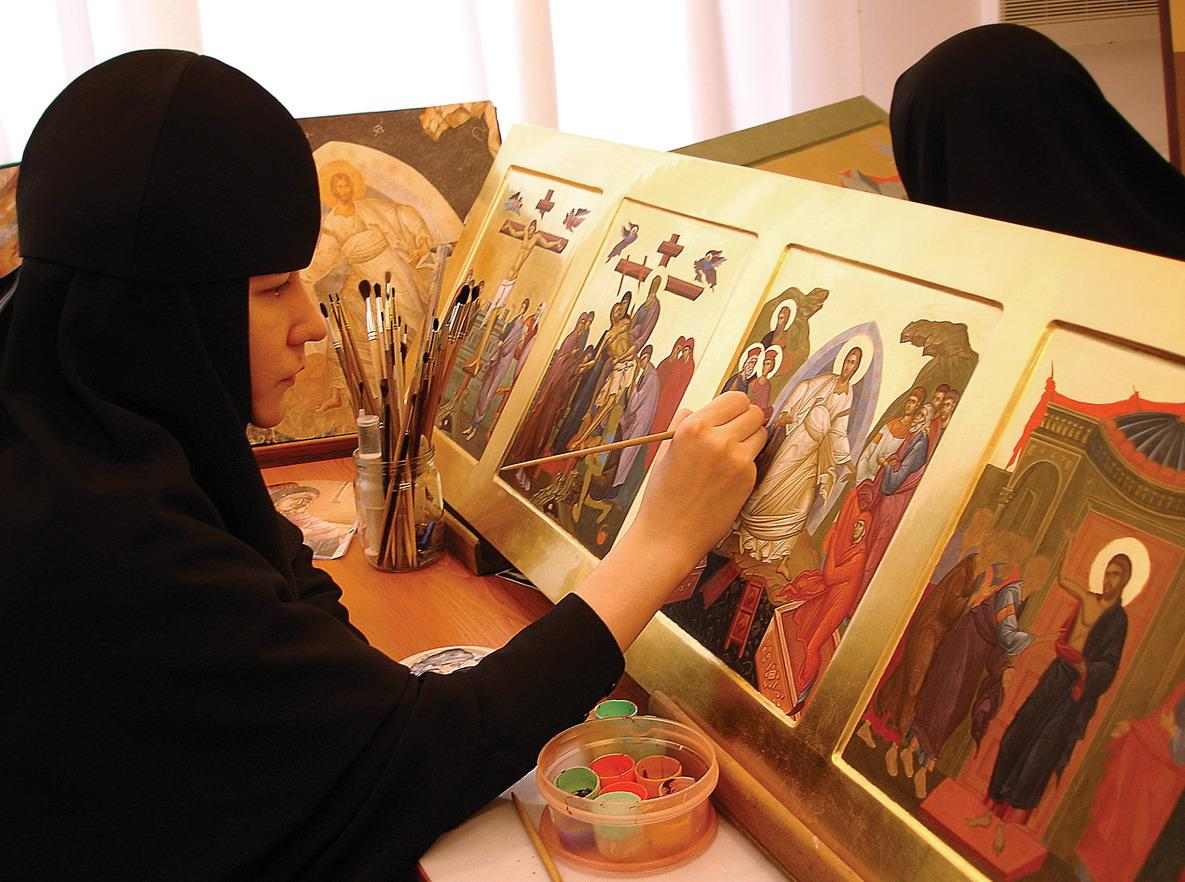
Написание икон в мастерской монастыря

При монастыре действует восстановленная иконописная мастерская, в которой работают сестры обители. Иконы, выполненные ими, неоднократно были представлены на выставках. После одной из Православных ярмарок в Москве, где были представлены иконы Обители, в 2006 году двух сестёр приняли в члены Союза художников России. В 2017 году иконы, выполненные в Ново-Тихвинском монастыре, были показаны на выставке «Нежная кисть» (Москва, 2017). Иконы, созданные сёстрами Ново-Тихвинского монастыря, находятся не только в храмах обители. 12 сентября 2009 года был освящён восстановленный Феодоровский собор в Феодоровском монастыре Городца, для которого сестры Ново-Тихвинской обители за полгода написали иконостас из 44 образов.

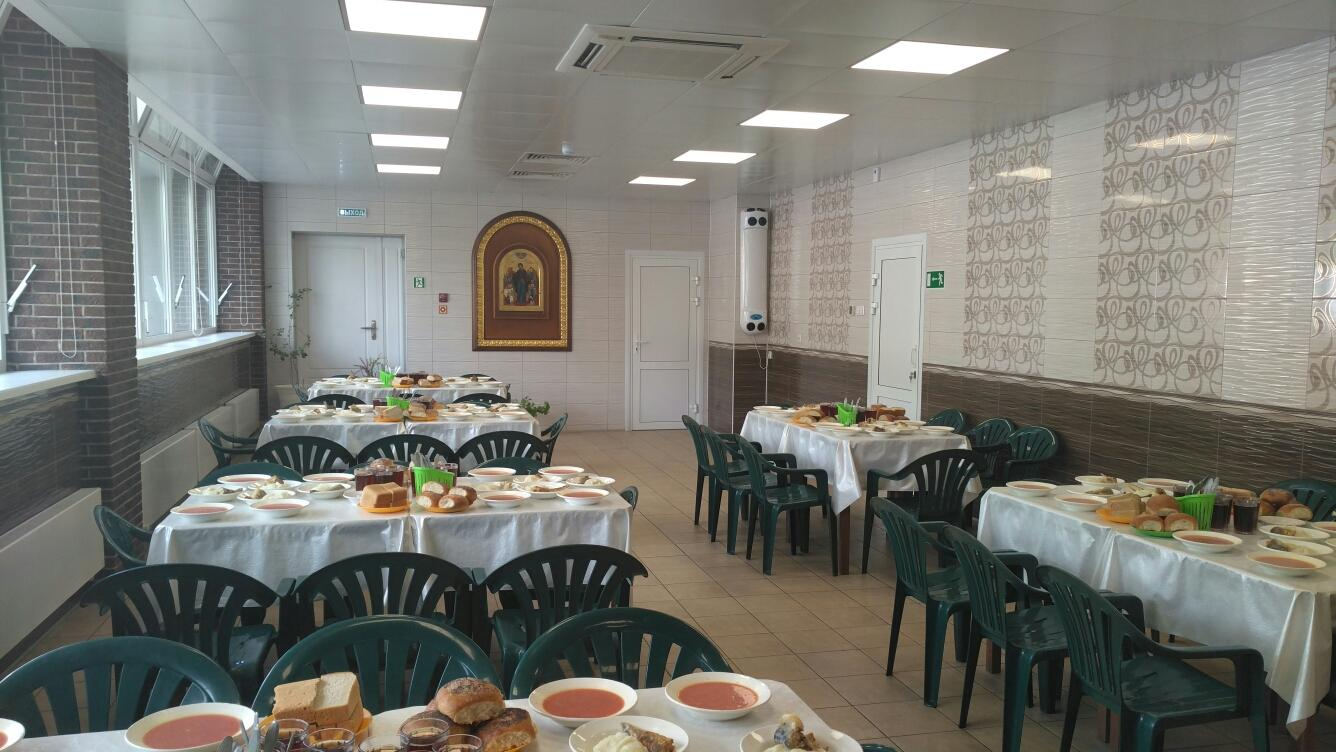
Помещение благотворительной столовой, с накрытым столами, готовое к принятию группы посетителей, которые заходят каждые полчаса на готовые накрытые столы, после каждой «партии» отобедавших помещение полностью моется и накрывается заново

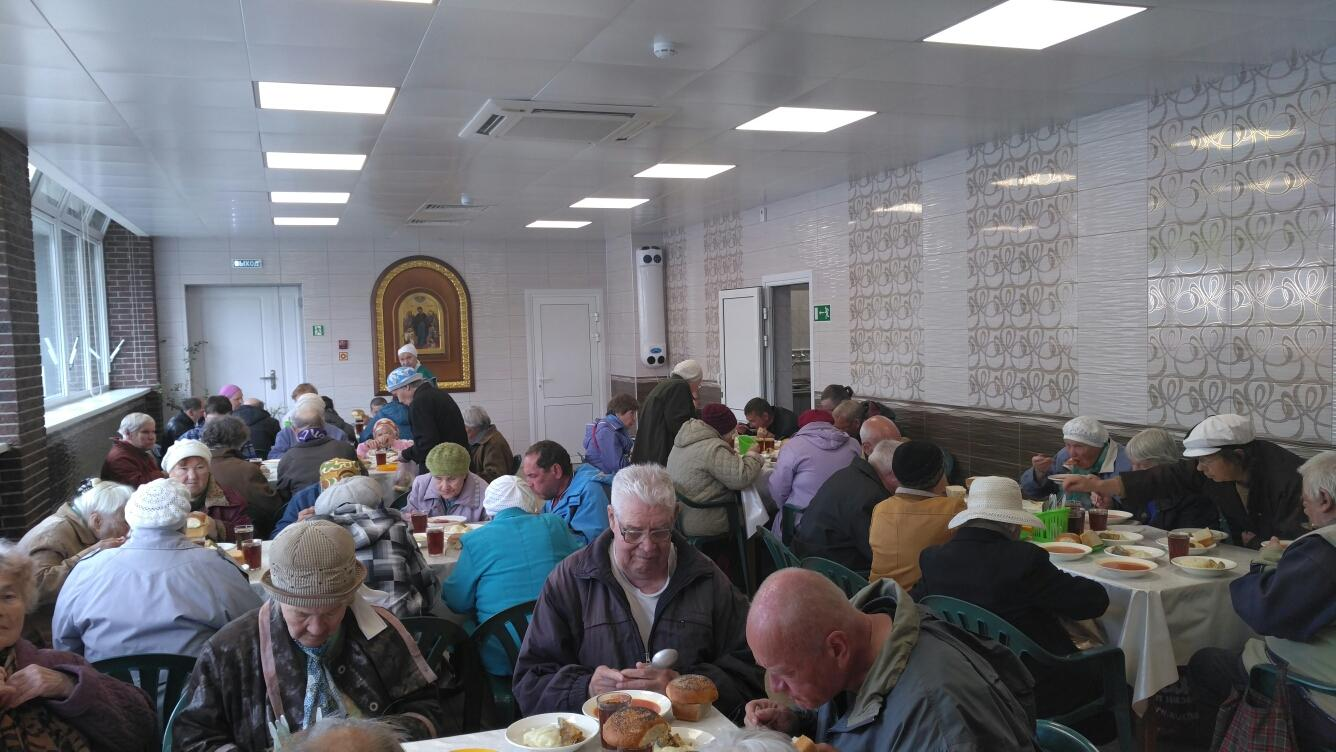
Помещение благотворительной столовой с обедающими людьми, за один «заход» обедают 50 человек, каждые полчаса — новый «заход» людей, в сутки столовая бесплатно кормит около 800 человек, без выходных дней

При монастыре функционируют издательство, благотворительная столовая (с 1997 года) и служба социальной помощи. Кроме того, в одном из помещений монастыря около собора Александра Невского оборудован склад одежды и обуви, куда любой желающий может бесплатно принести (или бесплатно забрать) любую вещь. Вещи разложены по размерам. Периодически часть вещей развозят по нуждающимся — например, по местам лишения свободы.
В освящённой в 2019 году Преображенской часовне действует Духовно-просветительский центр, где бесплатно работают психологи (как для детей, так и для взрослых) и открыт ряд кружков (театральные и художественная студии, хор, рукодельный кружок, ансамбль игры на гитаре).
Сёстры монастыря поют на богослужениях. Сёстры приняли участие в воссоздании древнего песнопения Великого полиелея Мултанского — изучили его текст по рукописным Ирмологионам XVII века, выполнили подтекстовку для исполнения в современном богослужении и ввели два недостающих псалмовых стиха. Одна из сестёр опубликовала ноты этого песнопения. Также сестры шьют и вышивают облачение для служителей Церкви (а также изделия для храмов).
С 2005 года в монастыре действует Церковно-исторический кабинет. У него два основных направления деятельности:
- Сбор сведений об истории Ново-Тихвинского женского монастыря, его настоятельницах и насельницах.
- Поиск материалов о подвижниках благочестия и новомучениках Екатеринбургской митрополии.

Все сестры, исполняющие послушание в церковноисторическом кабинете, являются одновременно членами комиссии по канонизации святых Екатеринбургской митрополии, которая действует с 1995 года. За это время в лике святых было прославлено 53 подвижника: 50 новомучеников, преподобноисповедник Иоанн (Кевролетин), преподобные Илия Верхотурский и Василиск Сибирский. При решении вопроса о прославлении в лике святых ключевую роль играют собранные Церковно-историческим кабинетом документы.
В 2000 году были обретены святые мощи преподобного Василиска Сибирского; в 2002 году при участии насельниц монастыря произошло открытие и прославление мощей священномученика Константина Богоявленского.
Материалы, собранные Церковно-историческим кабинетом о святых подвижниках, регулярно публикуются. В 2008 году все собранные к тому времени материалы о святых, а также почитаемых подвижниках благочестия, были опубликованы в книге «Жития святых Екатеринбургской епархии». В 2011 году вышла тиражом в 3 тысячи экземпляров книга «Старчество на Урале», материал для которой собрали и обработали сестры, нёсшие послушание в церковно-историческом кабинете монастыря. В 2016 году вышел сборник «Портреты и судьбы уральских подвижников, пострадавших в годы гонений», в который вошли жизнеописания около 30 архипастырей, пастырей, монашествующих и мирян Екатеринбургской митрополии. В 2017 году издана книга «Время подвига», в которую вошли жизнеописания архиепископа Макария (Звездова), епископа Льва (Черепанова), а также его отца — протоиерея Всеволода Черепанова.

## Подворья
В настоящее время монастырь имеет два подворья: в селе Меркушино
(в 50 километрах от Верхотурья) и в посёлке Елизавет (в черте Екатеринбурга).

### Елизаветинское подворье

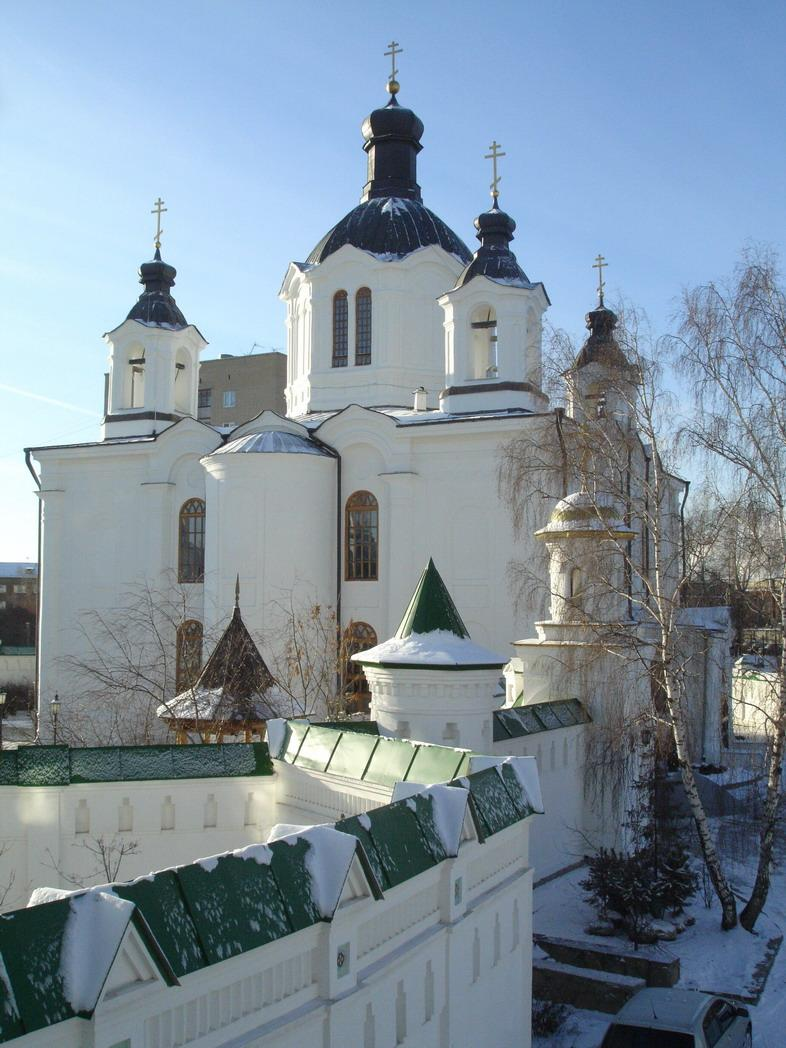
Подворье Всемилостивого Спаса в посёлке Елизавет

Елизаветинское подворье входило в состав монастыря до 1917 года. В 1820-е — 1830-е годы между Ново-Тихвинским монастырём и посёлком Уктус была создана Елизаветинская заимка. Частично она разместилась на приобретённой обителью земле, частично на пожалованных казённых землях. Для руководства заимки была назначена старшая сестра, которая на ней проживала постоянно. В период с 1821 по 1876 годы это послушание было возложено на Агафонику (Бородулину). Она была назначена в возрасте 43-х лет и руководила заимкой до своей смерти в возрасте 98 лет. Иногда заимку посещала игумения. В 1872 году на Елизаветинской заимке был заложен, а в 1876 году освящён Храм в честь Всемилостивого Спаса. Северный придел, во имя великомученицы Параскевы, был освящён 11 июня 1878 года (престольный праздник 10 ноября по н. ст.), а южный придел, во имя Архистратига Михаила, 15 июня 1880 года (престольный праздник 21 ноября по н. ст.). В начале XX века (по данным ревизии 1903—1904 годов) на подворье жили старшая монахиня Евпраксия, две монахини и 32 послушницы. Они занимались рукоделиями, держали 35 коров и 12 лошадей. В советский период Храм в честь Всемилостивого Спаса действовал в качестве приходского храма до 1938 года, когда был закрыт. Он был первым храмом, который в Свердловске вернули верующим в Перестройку. Храм был вновь освящён 23 мая 1989 года.

### Свято-Симеоновское подворье
Свято-Симеоновское подворье было основано в 1997 году в старинном селе Меркушино (в 50 километрах от Верхотурья). Известность Меркушину принёс Симеон Верхотурский, который вёл в нём жизнь праведника, ловил рыбу и занимался портняжным ремеслом. В Меркушино же Симеон Верхотурский и был похоронен. В 1692 году гроб с нетленными останками Симеона Верхотурского вышел из земли, а в 1704 году его мощи были перенесены в Верхотурский Свято-Николаевский монастырь. После этого Меркушинское стало одним из центром паломничества. В начале XX века оно стало центром Михайло-Архангельского прихода, объединявшего верующих из самого села и соседних деревень. В Меркушинском было два каменных храма, соединённых кирпичной галереей и цельбоносный источник. Притч храма Архистратига Михаила Меркушинского состоял из 8 человек. Приход насчитывал около 4 тысяч верующих. Однако в 1930-е годы приходские храмы были закрыты и перестроены. Цельбоносный источник засыпали. К 1990-м годам храмы были разрушены и не действовали. Само село пришло в упадок вместе с соседними деревнями. В 2010 году в Меркушино насчитывалось всего 107 жителей, а часть окрестных деревень стояла без населения.
После образования Свято-Симеоновского подворья храмы Меркушино были восстановлены и расширены. Свято-Симеоновский храм заново освятили 24 сентября 1999 года. Михайло-Архангельский храм был освящён 11 августа 2004 года (центральный придел). Южный придел в честь святителя Николая Чудотворца был освящён 24 сентября 2007 года. Северный придел в честь святителя Димитрия Ростовского освятили 26 сентября 2008 года. При восстановлении обнаружили мощи священномученика Константина Меркушинского, которые были помещены в Михайло-Архангельский храм — 31 мая 2002 года. Кроме того был построен и освящён 26 сентября 2006 года храм во имя священномученика Константина Меркушинского. Это храм-баптистерий, предназначенный для принятия Крещения. В нём установлена каменная двухметровая купель для крещения взрослых по примеру храмов-баптистериев, существовавших при Константине Великом. При этом крещение в храме совершают бесплатно.
В настоящее время Свято-Симеоновское подворье является важнейшим объектом Меркушино, включает три храма. Главные святыни Свято-Симеоновского подворья — гробница святого праведного Симеона Верхотурского с цельбоносным источником и мощи священномученика Константина Меркушинского. Насельницы Ново-Тихвинского монастыря попеременно проживают на подворье, ведут запись всех чудесных случаев исцеления. Кроме того, принимают паломников, которые приезжают поклониться святыням на подворье. Экономическое значение подворья для Меркушино огромно, а притч храмов и насельницы составляют заметную часть местного населения.

## Настоятельницы
За дореволюционный период во главе монастыря сменились 5 игумений. Три из них похоронены у алтарной части Александро-Невского собора (могилы их в настоящее время восстановлены), ещё одна — Магдалина (Досманова) — на Ивановском кладбище Екатеринбурга.

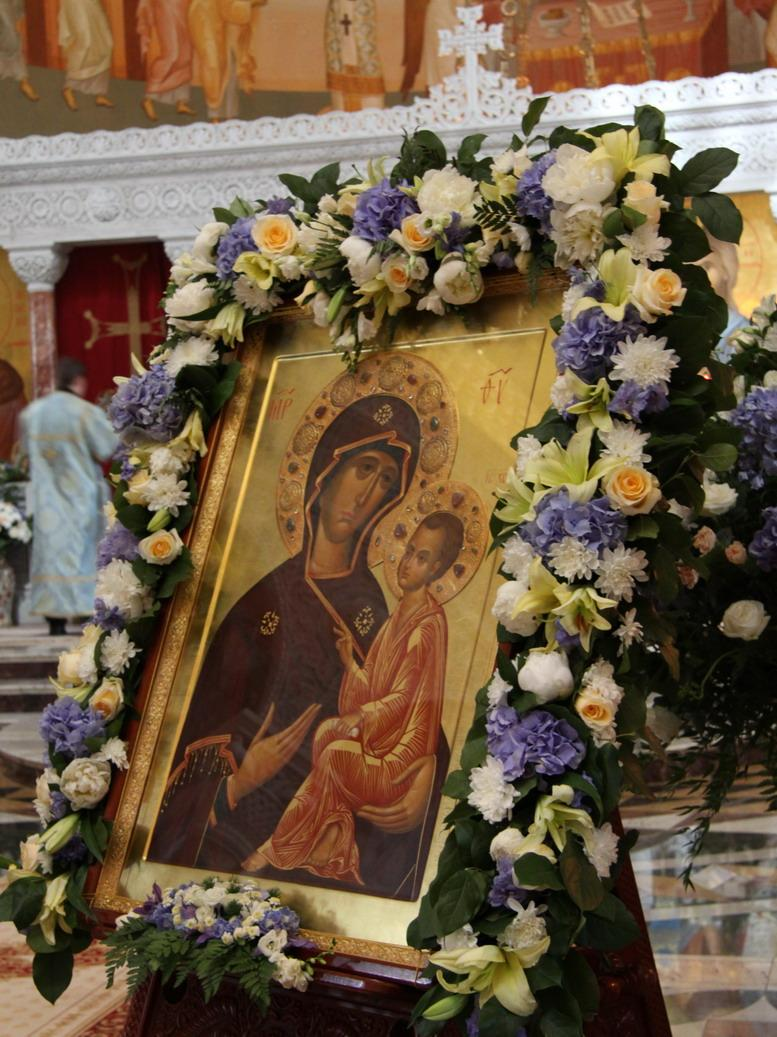
Список иконы Тихвинской Богоматери, созданный сёстрами обители в 2008 году)

Настоятельницы обители были следующие (в скобках указаны годы пребывания во главе обители):
- Таисия (Татьяна Андреевна Костромина-Митрофанова) (1809—1826);
- Александра (Анастасия Ивановна Неустроева) (1827—1858);
- Магдалина (Мария Анатольевна Неустроева) (1858—1893);
- Агния (Анна Тимофеевна Бобылева) (1893—1895);
- Магдалина (Досманова) (1895 — до закрытия монастыря в 1922 году, фактически до 1934 года).

## Святыни монастыря
В обители пребывают чтимые святыни. Главная святыня — Тихвинская икона Божией Матери.
Икона, пребывавшая в монастыре до революции, в советские годы бесследно исчезла, но в 2008 году сёстры иконописной мастерской монастыря написали точный список с древнего чудотворного Тихвинского образа. Он был освящён в городе Тихвине и торжественным крестным ходом принесён в обитель.
Кроме этой святыни, в монастыре пребывают мощи расстрелянного большевиками в 1918 году священномученика Константина Меркушинского и преподобного Василиска Сибирского, частицы мощей святого благоверного князя Александра Невского, святителя Николая Чудотворца, великомученика целителя Пантелеимона, праведного Феодора Ушакова, святителя Иоанна Златоуста, Киево-Печерских преподобных, праведного Симеона Верхотурского. В Свято-Симеоновском храме, построенном на месте чудесного явления мощей Симеона Верхотурского, находится его гробница с целебным источником.
В монастыре находится список с чудотворной иконы Божией Матери Геронтисса. Написан он на Афоне, в монастыре Пантократор, а ризой украшен в Греции.